# Марек, Пётр Семёнович
Пётр Семёнович Марек (1862—1920) — российский публицист, историк и этнограф; один из авторов «Еврейской энциклопедии Брокгауза и Ефрона».

## Биография
Родился в 1862 году в городе Шадове (ныне Шедува) Ковенской губернии в еврейской семье. Его отец был меламедом и пробовал свои силы в литературе (публиковался в «Ха-Шахар» и других изданиях на иврите), в частности он напечатал поэму в «Ha-Schachar», вышедшую отдельно, а также несколько переводных рассказов.
Получил традиционное еврейское религиозное образование, учился в гимназии в Шавлях (ныне Шяуляй), после чего поступил на юридический факультет Московского университета, который окончил в 1889 году.
В русско-еврейской печати Пётр Семёнович Марек дебютировал в 1888 году опубликовав очерк пож заглавием «Из истории еврейского печатного дела в России» («Восход», IV и IX).
В 1901 году он, совместно с Саулом Моисеевичем Гинзбургом, выпустил ценный сборник «Еврейские песни в России» состоящий из собранных ими произведений и, по мнению И. М. Чериковера, представляющий собой «эпоху в изучении еврейского фольклора».
В начале 1900-х годов П. С. Марек, в качестве уполномоченного «Общества распространения просвещения между евреями», много путешествовал по черте оседлости Российской империи, благодаря чему собрал на местах много образовательных материалов и документов по истории евреев в России вообще; часть этих данных была им обработана и издана в 1909 году в Москве в книге «Очерки по истории просвещения евреев в России. Два воспитания». В этом труде охвачен период с 1844 по 1873 год, отмеченный борьбой двух систем воспитания — религиозного и светского.
Также он напечатал несколько статей и по истории евреев в «Восходе» и «Еврейской старине». Марек принимал участие в сборнике «Пережитое» и разместил ряд статей в «Еврейской энциклопедии Брокгауза и Ефрона». Он также писал и на идише; в 1908 году учёный отдельно выпустил историческую повесть «Zwei Geseiros».
Марек был одним из наиболее деятельных членов московской еврейской общины. Вскоре после октябрьского переворота и установления советской власти, был вынужден спасаясь от голода переехать в Саратов (январь, 1919), где и прожил последние годы жизни. В Саратове он завершил работу над книгами «История религиозной борьбы» (о возникновении хасидизма) и «История еврейской интеллигенции в России» (частично опубликована в 1922—1928 гг. в сборниках «Еврейская мысль», «Еврейский вестник» и «Еврейская старина»). Умер в Саратове в 1920 году.